# Sphyraena bolcensis
Espèce
Sphyraena bolcensis est une espèce fossile de poissons à nageoires rayonnées de la famille des Sphyraenidae (« barracudas »), au sein de l'ordre des Perciformes.

## Classification
L'espèce Sphyraena bolcensis est décrite en 1835 par le zoologiste et paléontologue suisse Louis Agassiz (1807-1873),,,.

### Découverte et datation

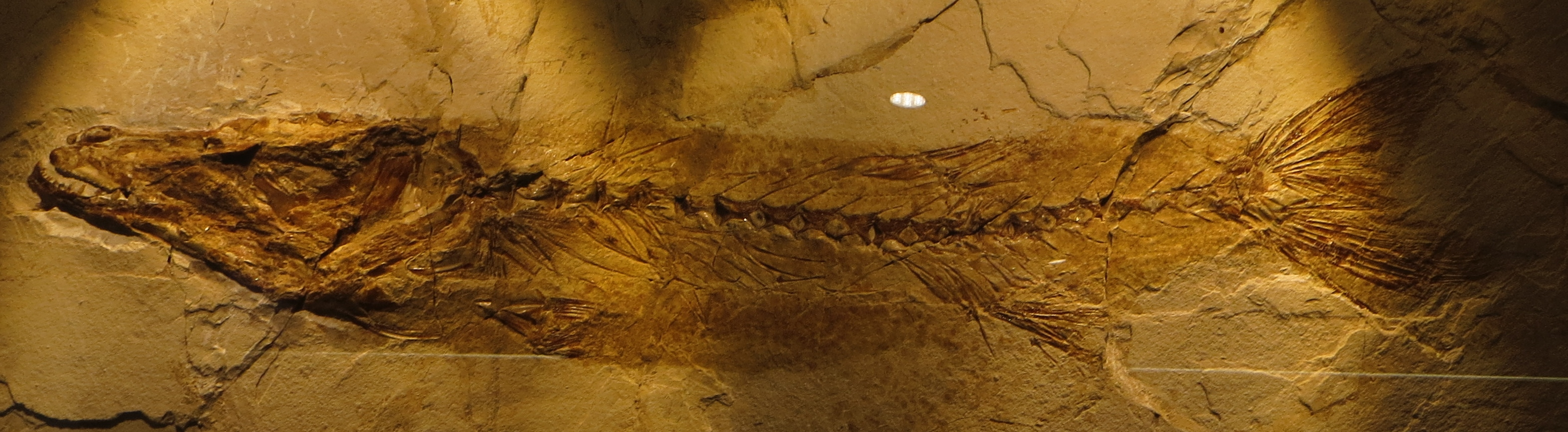
Fossile de Sphyraena bolcensis au musée des fossiles de Bolca (Italie).

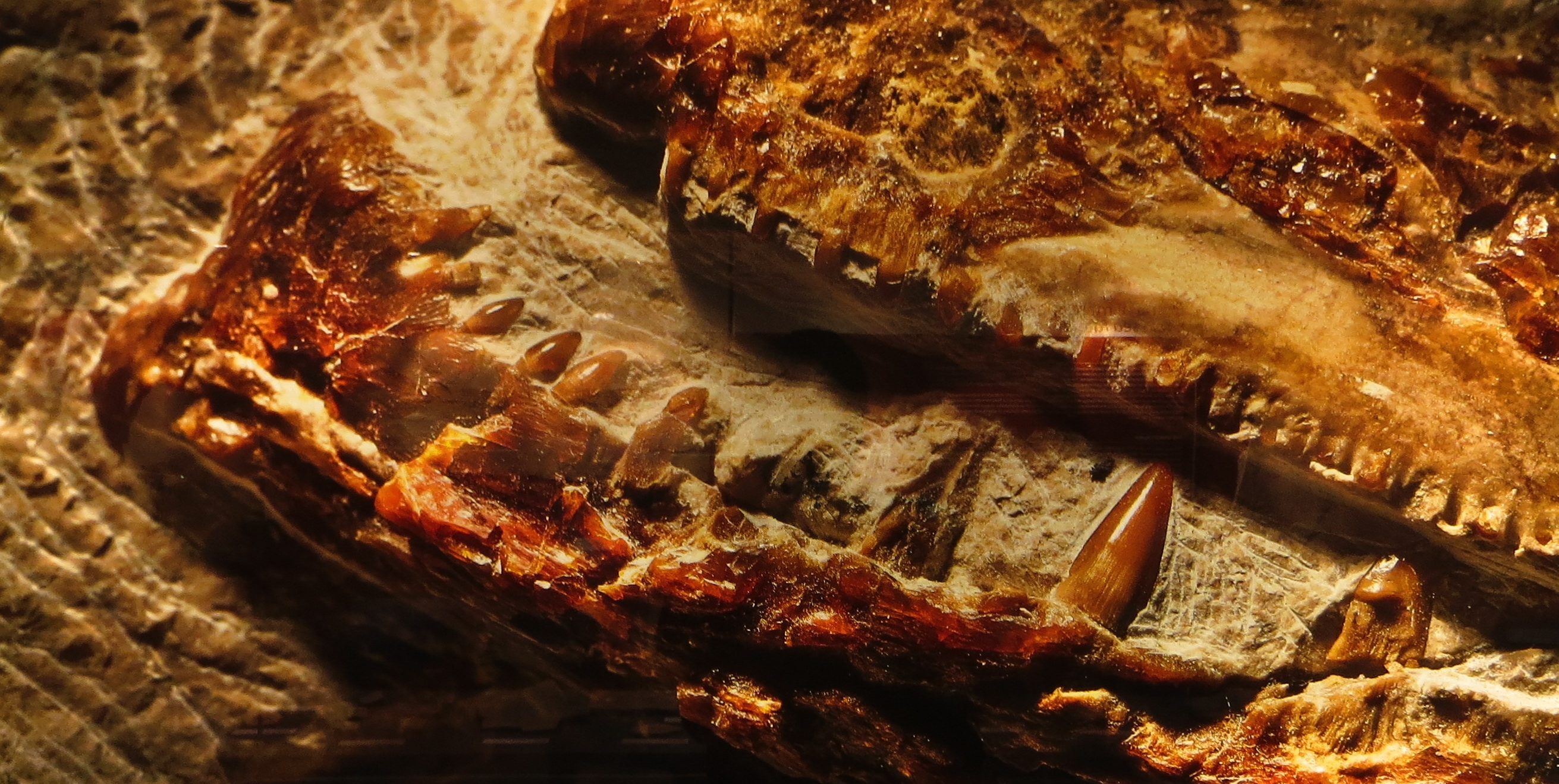
Détail de la denture de Sphyraena bolcensis au musée des fossiles de Bolca (Italie).

Ses fossiles parfaitement préservés ont été découverts sur le célèbre site paléontologique (Lagerstätte) du Monte Bolca, en Vénétie (Italie), qui a donné son nom à l'espèce bolcensis. Les deux espèces ont vécu dans les lagons tropicaux de l'océan Téthys, précurseur de la Méditerranée, au cours de l'Éocène inférieur (Yprésien), il y a environ entre 50,5 et 48,5 Ma (millions d'années),.

## Paléobiologie
Sphyraena bolcensis était un poisson nectonique carnivore/omnivore, mais il était aussi la proie de requins, comme le triakidé Galeorhinus cuvieri. En effet, un spécimen de ce Galeorhinus montre, grâce à la qualité de fossilisation dans les calcaires laminés du Monte Bolca, que sa cavité abdominale contient les restes d'un Sphyraena bolcensis.

### Publication originale
- [1835] Louis Agassiz, Recherches Sur Les Poissons Fossiles. Tome IV (4me livraison), 1835, 33-52 p.